# Association of South-East Asia
Die Assoziation von Südost-Asien (Association of South-East Asia, ASA) war ein relativ kurzlebiges Experiment der regionalen Zusammenarbeit in Südostasien. Die Assoziation wurde am 31. Juli 1961 in Bangkok ins Leben gerufen und umfasste Malaya, Thailand und die Philippinen.
Die ASA war gedacht als Gegengewicht zur schlecht angesehenen Southeast Asia Treaty Organization (SEATO). Die Grundidee der ASA war, dass wirtschaftliche Entwicklung und wirtschaftlicher Fortschritt die Grundlage für stabile Verhältnisse in den Staaten bildeten und die beste Garantie für politische Unabhängigkeit bildeten.
Die Assoziation erlahmte innerhalb zweier Jahre ohne irgendeinen Fortschritt und wurde zusätzlich durch die Auseinandersetzung zwischen dem neu erstandenen Malaysia und den Philippinen über Sabah belastet. Außerdem war auch Indonesien unter Präsident Sukarno am Niedergang der ASA beteiligt, indem es Malaysia als legitimen Nachfolger von Malaya nicht anerkannte (1963–1964). Damit war auch die Errichtung eines malaiischen Bundes zwischen Malaysia, Indonesien und den Philippinen (MAPHILINDO) schon kurz nach ihrer Gründung zunichtegemacht.
Nach dem Sturz Sukarnos im September 1965 wurde der Weg für neue Kooperationsmöglichkeiten frei und es kam zu einer kurzen Wiedererweckung der ASA. Als Folge einer indonesischen Initiative und in Festigung all jener Beziehungen, die unter den Bündnissen ASA und MALPHILINDO schon bestanden, ging die ASA schließlich in der neu gegründeten ASEAN (Association of South-East Asian Nations) auf. ASEAN behielt die Strukturen und auch das Sicherheitskonzept der ASA bei.